# Pyongyang International Film Festival
Pyongyang International Film Festival (fork. PIFF) er Nordkoreas internationale filmfestival, der afholdes hvert andet år i hovedstaden Pyongyang. Festivalen koordineres i samarbejde med Koryo Tours. Festivalens officielle tema er "Uafhængighed, Fred og Venskab".

## Opsætninger
Film fremvises på forskellige lokationer rundt omkring i Pyongyang. Som besøgende ved man som regel ikke hvilke film, der bliver vist, indtil man møder op til festivalen.

## Priser
Hovedpriserne er de såkaldte Torch-priser, der gives i adskillige kategorier så som bedste film, bedste skuespiller og bedste musik. Derudover er der fire "specialpriser". Juryen er international og består af fem personer.

## Historie
Festivalen blev grundlagt under navnet Pyongyang Film Festival of the Nonaligned and Other Developing Countries i september 1987 som en del af De alliancefrie landes bevægelse, og siden 1990 har festivalen været afholdt hvert andet år. Vicky Mohieddeen fra Koryo Tours har udtalt, at værterne siden 2008 er gået fra at bære traditionelle nordkoreansk dragter til at bære mere vestligt tøj i form af jakkesæt og korte kjoler. Siden 2014 har besøgende desuden kunnet spise street food og popcorn importeret fra Kina. Amerikanske og sydkoreanske film har aldrig deltaget i filmfestivalen.

### Om de enkelte år

#### 15. afholdelse
Senest blev festivalen holdt d. 16.-23. september 2016. Åbningsceremonien blev holdt i den Centrale Ungdomshal, og 60 film fra 21 lande deltog. Den nordkoreanske film Vores Hjems Historie vandt Torch-prisen for bedste film, mens hovedrolleindehaveren Paek Sol-mi vandt Torch-prisen for bedste skuepillerinde

#### 14. afholdelse
Festivalen blev afholdt for fjortende gang d. 17.-24. september 2014 med åbningsceremonien i Ponghwa-teatret. Juryen bestod af Ri Yang Il (Nordkorea), Yin Li (Kina), Changiz Hasani (Iran), Mikhail Kosyrev (Rusland) og Francois Margolin (Frankrig). Af 500 indsendte film endte 100 med at blive vist til festivalen, hvoraf nogle deltog i konkurrencen. Torch-prisen for bedste film blev vundet af Die Brücke am Ibar fra Tyskland, mens prisen for bedste fotografi gik til den britiske film Fast Girls.

#### 11. afholdelse
Festivalen blev afholdt for ellevte gang d. 17.-26. september 2008, hvor over 100 film deltog fra over 45 lande, mens 120.000 billetter blev distribueret. Filmene kom bl.a. fra Kina, Rusland, Italien og Frankrig. De nordkoreanske film Han nyeohaksaengeui ilgi (igen) og Haneuleul naneun yeondeul blev vist.

#### 10. afholdelse
Festivalen blev afholdt for tiende gang i 2006, hvor den nordkoreanske film Han nyeohaksaengeui ilgi blev vist.

#### 9. afholdelse
Festivalen blev afholdt for niende gang i 2004. I en artikel fra The Economist er den øgede internationalisering bemærket. Homoseksualitet kunne ses på film og bl.a. den britiske film Bend It Like Beckham blev vist. Hver dag sluttede de sidste visninger kl. 18, mens spisningen endte kl. 21.

#### 7. afholdelse
Festivalen blev afholdt for syvende gang i 2000, hvor der for første gang blev vist japanske film. Det japanske bidrag bestod af otte film af instruktøren Yoji Yamada.